# Юдин, Альберт Григорьевич
Альбе́рт Григо́рьевич Ю́дин (8 июля 1931 года, с. Пилюгино, Бугурусланский район, Оренбургская область, СССР — 6 августа 2018 года, Тюмень, Российская Федерация) — советский и российский геолог. Лауреат Ленинской премии (1964), заслуженный геолог РСФСР (1981).

## Биография
Родился в с. Пилюгино Бугурусланского района Оренбургской области. Отец — бухгалтер совхоза, умер от тифа, когда маленькому Альберту не было и 3 лет. Мать — учительница русского языка и литературы в школе.
В 1937 году семья переезжает в Приволжский район, куда мать направили возглавить народное образование.
После окончания десятилетки встал перед выбором дальнейшей профессии. Колеблясь между вариантами стать авиаконструктором, дорожным инженером и геологом, сделал выбор в пользу последнего. Немалую роль в этом сыграла попавшая в руки А. Г. Юдина книга В. А. Обручева «Занимательная геология».
В 1948 году поступил в Саратовский государственный университет им. Н. Г. Чернышевского, который закончил в 1954 году.
По распределению был направлен в Тюмень. Трестом «Тюменьнефтегеология» был отправлен в Берёзовскую экспедицию под руководством А. Г. Быстрицкого. Первым непосредственным наставником А. Г. Юдина стал старший геолог Березовской нефтеразведки Борис Эрастович Мургулия.
В 1954—1964 годах Альберт Юдин последовательно проходит путь от геолога Березовской нефтеразведки до главного геолога Березовской, Нарыкарской нефтеразведочных экспедиций.
В 1964 году он становится начальником геологического отдела по нефти и газу Тюменского территориального геологического управления, которым руководит до 1966 года.
За научное обоснование перспектив нефтегазоносности Западно-Сибирской низменности и открытие Березовского газоносного района А. Г. Юдину в числе группы ученых и специалистов в 1964 году присуждена Ленинская премия.

Помню, вскоре после того, как мы получили Ленинскую премию, шёл я как-то по улице с лауреатским значком на лацкане пиджака. День был чудесный, с острым душистым ветерком — бывает у нас такая благодать на исходе мая.
Навстречу двое парнишек лет по тринадцати. Зацепились взглядами за медаль, пробежали мимо и вернулись. Прошли несколько шагов рядом, потом один, пошустрей, спросил: «Дяденька, это настоящая?»

— Настоящая, — ответил я и вдруг подумал, что все наши труды и дни, поражения и победы, всё то, чем мы живём и за что боремся, можно определить этим словом — настоящее. Может, в этом и есть наша главная сила? — Л.М. Неменова. Главный геолог. — Москва: Советская Россия, 1975. — С. 91. — 224 с. — (Люди Советской России). — 50 000 экз.
В 1966—1985 годах А. Г. Юдин последовательно занимает в Главтюменьгеологии , должности начальника геологического отдела, главного геолога по нефти и газу, заместителя начальника управления.
В 1985 году он — заведующий сектором ЗапСибНИГНИ. В 1985—1988 годах работает советником вице-министра базовой промышленности Республики Куба, руководя группой советских специалистов на Кубе. С 1988 года — начальник отдела государственного геологического контроля Главтюменьгеологии.
1991—1994 годы — начальник отдела государственного геологического контроля ЗапСибгеолкома.
1994—2000 годы — начальник Западно-Сибирского регионального отдела государственного геологического контроля, заместитель председателя ЗапСибРГЦ.
2000—2001 годы — начальник отдела недропользования ЗапСибГеоНАЦ.
2001—2005 годы — главный геолог ФГУ «ТюмТФГИ».
Избирался депутатом Ленинского района Совета народных депутатов в г. Тюмень.
Принимал непосредственное участие в открытии и разведке 18 газовых месторождений в этом районе, всего при его участии открыто и разведано более 100 месторождений нефти и газа на территории Тюменской области.
Умер после продолжительной болезни 6 августа 2018 года.

## Научная деятельность
Автор более 30 опубликованных работ и двух изобретений.

## Награды
- Ленинская премия (1964)
- Медаль «За доблестный труд. В ознаменование 100-летия со дня рождения В. И. Ленина» (1970)
- Первооткрыватель месторождения (1970, Игримское),
- Знак «Отличник разведки недр» (1970)
- Медаль «За освоение недр и развитие нефтегазового комплекса Западной Сибири» (1980)
- Орден Трудового Красного Знамени (1981)
- Медаль «За заслуги в разведке недр» (1983)
- Бронзовая медаль ВДНХ СССР (1983)
- Заслуженный геолог РСФСР (1981)
- Почетный разведчик недр РФ (1999)